# Anthony Peeler
Anthony Eugene Peeler (né le 25 novembre 1969 à Kansas City, Missouri) est un ancien joueur américain de basket-ball, ayant joué en NBA de 1992 à 2005. Il est actuellement entraîneur assistant de l'université Virginia Union en Division II.

## Carrière
Peeler était un joueur vedette au lycée à Kansas City et fut nommé dans la « McDonald's All-American team » lors de son année senior. Il choisit de rejoindre l'université du Missouri où il deviendra l'un des meilleurs joueurs de l'histoire de l'école. Chez les Tigers, avec une moyenne de 16,8 points, il est le 3e meilleur marqueur de l'histoire de l'école avec 1970 points. Peeler fut nommé dans la « first-team All-Big Eight Conference », ainsi que joueur et sportif de l'année 1992 par AP.
En 2006, Peeler est nommé parmi les 30 membres de l'équipe du siècle de Missouri.
Peeler est sélectionné au 15e rang de la draft 1992 par les Los Angeles Lakers.
Peeler évoluera ensuite sous les couleurs des Vancouver Grizzlies, des Minnesota Timberwolves, des Sacramento Kings et des Washington Wizards, pour une moyenne de 9,8 points par match en carrière.
Lors de la saison 2003-2004, il est le joueur le plus adroit à trois-points de la ligue, alors qu'il joue avec les Kings. Il met un terme à sa carrière à l'issue de la saison 2004-2005 avec les Wizards.